# 小行星5534
小行星5534（英語：5534）是一颗围绕太阳公转的小行星。1941年10月15日，利斯·奧特瑪在图尔库发现了此天体。
这颗小行星的绝对星等为50.13911403526217等。